# Angkor Tiger FC
Câu lạc bộ bóng đá Angkor Tiger trước đây được gọi là Câu lạc bộ bóng đá Cambodia Tiger, là một câu lạc bộ bóng đá ở Siêm Riệp, Campuchia. Đội chơi ở Giải vô địch quốc gia Campuchia, bộ phận hàng đầu của bóng đá Campuchia. Câu lạc bộ hiện thuộc sở hữu của doanh nhân Nhật Bản Akihiro Kato.

## Logo
Nền tảng của địa hình Campuchia tràn ngập màu đỏ và màu xanh là màu cờ quốc gia Campuchia, với hình tượng con hổ dũng cảm đứng trước sức mạnh của biểu tượng trên đó, để thể hiện câu lạc bộ vạm vỡ mạnh mẽ.

## Trang phục thi đấu
Trang phục thi đấu của Angkor Tiger có màu trắng và cam. Bộ đồ sân khách của họ là một bộ đồng phục màu đen và màu cam. Các bộ dụng cụ được sản xuất bởi Acuore.

## Cầu thủ hiện tại
Ghi chú: Quốc kỳ chỉ đội tuyển quốc gia được xác định rõ trong điều lệ tư cách FIFA. Các cầu thủ có thể giữ hơn một quốc tịch ngoài FIFA.
| Số | VT | Quốc gia  | Cầu thủ            |
| -- | -- | --------- | ------------------ |
| 1  | TM | Campuchia | Som Pov            |
| 4  | HV | Campuchia | Chhong Bunnath     |
| 5  | HV | Nhật Bản  | Ryota Hayashi      |
| 6  | TV | Campuchia | Soeng Narith       |
| 7  | TĐ | Campuchia | Thorn Seyha        |
| 8  | HV | Campuchia | Um Kumpheak        |
| 9  | TV | Campuchia | Long Phearath      |
| 10 | TĐ | Campuchia | Tang Sopheak       |
| 11 | TĐ | Campuchia | Pich Sovankhamarin |
| 14 | TV | Campuchia | Ly Arifin          |
| 15 | HV | Campuchia | Chin Nareak        |
| 16 | TĐ | Campuchia | Pheap Chan David   |
| 17 | TV | Campuchia | Pov Phearith       |
| 18 | TV | Nhật Bản  | Joichiro Sugiyama  |
| 19 | HV | Campuchia | Chay Rothserey     |

| Số | VT | Quốc gia  | Cầu thủ         |
| -- | -- | --------- | --------------- |
| 20 | TĐ | Argentina | Alexis Ramos    |
| 21 | TV | Nhật Bản  | Yudai Ogawa     |
| 22 | TM | Campuchia | Hem Simay       |
| 23 | TĐ | Campuchia | Choeurn Piseth  |
| 24 | TV | Campuchia | Mom Sotheavan   |
| 25 | TĐ | Campuchia | Dor Rozzan      |
| 26 | TM | Campuchia | Yi Bunheng      |
| 30 | HV | Campuchia | Tang Pisey      |
| 32 | HV | Campuchia | Ouv Sophoan     |
| 33 | TV | Campuchia | Ham Panha       |
| 35 | TĐ | Campuchia | Sovan Dauna     |
| 39 | HV | Campuchia | Chhom Pisa      |
| 44 | HV | Campuchia | Can Houng       |
| 53 | HV | Campuchia | Ly Veasna       |
| 99 | TĐ | Nigeria   | Okereke Timothy |

| No. |          | Position | Player             |
| --- | -------- | -------- | ------------------ |
| 1   | Cambodia | GK       | Som Pov            |
| 4   | Cambodia | DF       | Chhong Bunnath     |
| 5   | Japan    | DF       | Ryota Hayashi      |
| 6   | Cambodia | MF       | Soeng Narith       |
| 7   | Cambodia | FW       | Thorn Seyha        |
| 8   | Cambodia | DF       | Um Kumpheak        |
| 9   | Cambodia | MF       | Long Phearath      |
| 10  | Cambodia | FW       | Tang Sopheak       |
| 11  | Cambodia | FW       | Pich Sovankhamarin |
| 14  | Cambodia | MF       | Ly Arifin          |
| 15  | Cambodia | DF       | Chin Nareak        |
| 16  | Cambodia | FW       | Pheap Chan David   |
| 17  | Cambodia | MF       | Pov Phearith       |
| 18  | Japan    | MF       | Joichiro Sugiyama  |
| 19  | Cambodia | DF       | Chay Rothserey     |

| No. |           | Position | Player              |
| --- | --------- | -------- | ------------------- |
| 20  | Argentina | FW       | Alexis Ramos        |
| 21  | Japan     | MF       | Yudai Ogawa         |
| 22  | Cambodia  | GK       | Hem Simay (Captain) |
| 23  | Cambodia  | FW       | Choeurn Piseth      |
| 24  | Cambodia  | MF       | Mom Sotheavan       |
| 25  | Cambodia  | FW       | Dor Rozzan          |
| 26  | Cambodia  | GK       | Yi Bunheng          |
| 30  | Cambodia  | DF       | Tang Pisey          |
| 32  | Cambodia  | DF       | Ouv Sophoan         |
| 33  | Cambodia  | MF       | Ham Panha           |
| 35  | Cambodia  | FW       | Sovan Dauna         |
| 39  | Cambodia  | DF       | Chhom Pisa          |
| 44  | Cambodia  | DF       | Can Houng           |
| 53  | Cambodia  | DF       | Ly Veasna           |
| 99  | Nigeria   | FW       | Okereke Timothy     |

## Thành tựu
- Cúp Hun Sen

hạng 3: 2015
Vòng 1-8: 2016
Vòng 1-16: 2016
Vòng 1-16: 2017
Bán kết: 2018
- Liên đoàn Campuchia

hạng 5: 2014
hạng 4: 2015
hạng 6: 2016
hạng 7: 2017
hạng 7: 2018

## liên kết ngoài
- Website chính thức
- Đường bóng đá
- Angkor Tiger FC trên Facebook